# Anthony Nwakaeme
Anthony Nwakaeme (fonética: Ántoni Wakeme; Lagos, Nigeria, 21 de marzo de 1989) es un futbolista profesional que juega como delantero en el Trabzonspor de la Superliga de Turquía.

## Selección nacional
Es internacional con la selección de fútbol de Nigeria, con la cual debutó el 10 de noviembre de 2017 ante Argelia.

## Clubes
| Club                             | País           | Año       |
| -------------------------------- | -------------- | --------- |
| Universitatea Cluj               | Rumania        | 2010-2013 |
| F. C. Arieșul Turda (cedido)     | Rumania        | 2010-2011 |
| F. C. Petrolul Ploiești (cedido) | Rumania        | 2012-2013 |
| Hapoel Ra'anana                  | Israel         | 2013-2015 |
| Hapoel Be'er Sheva               | Israel         | 2015-2018 |
| Trabzonspor                      | Turquía        | 2018-2022 |
| Al-Fayha F. C.                   | Arabia Saudita | 2022-2024 |
| Trabzonspor                      | Turquía        | 2024-     |

## Palmarés

### Títulos nacionales
| Título                 | Club               | País    | Año     |
| ---------------------- | ------------------ | ------- | ------- |
| Liga Premier de Israel | Hapoel Be'er Sheva | Israel  | 2015-16 |
| Supercopa de Israel    | Hapoel Be'er Sheva | Israel  | 2016    |
| Copa Toto              | Hapoel Be'er Sheva | Israel  | 2016-17 |
| Liga Premier de Israel | Hapoel Be'er Sheva | Israel  | 2016-17 |
| Supercopa de Israel    | Hapoel Be'er Sheva | Israel  | 2017    |
| Liga Premier de Israel | Hapoel Be'er Sheva | Israel  | 2017-18 |
| Copa de Turquía        | Trabzonspor        | Turquía | 2019-20 |
| Supercopa de Turquía   | Trabzonspor        | Turquía | 2020    |
| Superliga de Turquía   | Trabzonspor        | Turquía | 2021-22 |

### Distinciones individuales
| Distinción                                                           | Año     |
| -------------------------------------------------------------------- | ------- |
| Mejor jugador de la temporada de la Liga Premier de Israel según One | 2016-17 |
| Mejor jugador extranjero de la Liga Premier de Israel                | 2016-17 |